# The Athletic
The Athletic – спортивный веб-сайт и одноимённое приложение, работающие по подписке. Интернет-издание предлагает освещение спортивных событий с рынков США, Канады и Великобритании без рекламы.
Основные освещаемые направления: футбол, баскетбол, бейсбол, американский футбол и хоккей.
The Athletic обеспечивает подписчиков захватывающим сказительством, аналитикой, эксклюзивами и полным доступом к глобальному контенту. Интерактивный контент включает в себя подкасты, видеоролики, мероприятия и живые сессии со своими авторами с ответами на вопросы.

## История
The Athletic был основан Алексом Матером и Адамом Хансманном, бывшими сотрудниками фитнес-компании подписочного типа Strava, с миссией «более разумного освещения для преданных фанатов». Компания была создана как альтернатива испытывающим проблемы базирующимся на рекламном доходе моделям СМИ. В своём оперировании The Athletic полагается на доход с подписок, а не на рекламу. Матер и Хансманн полагали, что фанаты спорта захотят платить за хорошие репортажи и статьи, простое мобильное приложение без рекламы. В своё время ряд газет пробовали использловать модель платного доступа к своим материалам, но общее представление о ситуации в индустрии сводилось к тому, что доступ к информации, размещённой в сети Интернет, должен быть бесплатным.
Как часть летних 2016 года вложений венчурного фонда Y Combinator сайт первоначально запустился на рынке Чикаго в январе 2016 года, в то время как Джон Гринберг принял на себя обязанности главного редактора в компании Сахадью Шарма, взявшего на себя освещение Чикаго Кабс, и Скотта Пауерса, сфокусировавшемся на жизни Чикаго Блэкхокс. Гринберг и Пауерс уже имели опыт работы в подразделении ESPN Chicago, в то время как Шарма покинул штат сайта Baseball Prospectus ради The Athletic.

### Расширение
В октябре 2016 года The Athletic расширил своё освещение за счёт рынка Торонто, предложив освещение Торонто Мейпл Лифс, Торонто Рэпторс, Торонто Блю Джейс. The Athletic нанимает Джеймса Мирта в качестве главного редактора торонтского отделения. Мирт, оставивший работу в The Globe and Mail, мог похвастаться декадой с лишним в спортивной журналистике.
Третий фронт, Кливленд, был открыт в марте 2017 года во главе с Джейсоном Ллойдом на позиции главного редактора направления. The Athletic продолжил расширяться, добавив в резюме Детройт в июне 2017 года.
«Мы убираем спортивную секцию из газет. Мы ставим её в центр внимания, делаем её полностью цифровой с помощью отличного приложения и освобождаем её от ограничений по количеству слов и срокам», – Джеймс Мирта.
В августе 2017 года сайт стал освещать сан-францисский регион, наняв опытных авторов из Mercury News: Тима Каваками в качестве главного редактора и Маркуса Томпсона как колумниста. The Athletic также расширил и национальное присутствие за счёт приёма на работу ряда новых авторов, в том числе ветерана бейсбольной журналистики Кена Розенталя, сразу после того как канал Fox Sports высвободил весь свой пишущий штат, а также видных журналистов в области студенческого спорта: баскетбольного обозревателя Сета Девиса и его американского футбольного коллеги Стюарта Манделя. Последний возглавил национальное подразделение студенческого американского футбола The All-American в конце августа.
The Athletic расширяется на рынки Филадельфии, Миннесоты, Питтсбурга, Сент-Луиса и ранее неосвоенные рынки Канады в сентябре 2017 года, доводя портфолио до 15 канадских и американских городов с профессиональными спортивными командами. Укрупнение сети в первую очередь затронуло освещение хоккея, чего поклонникам которого недоставало.
В феврале 2018 года The Athletic анонсировал расширение за счёт новых городов: Нью-Йорка, Далласа, Цинциннати — и начал освещение хьюстонского, лос-анджелесского, сан-диегского и канзас-сити бейсбола. Сайт также оповестил о расширении национального освещения MLB с привлечением Джейсона Старка, Джима Боудена, Эно Сарриса и редактора Эммы Спан.
Портал анонсирует начало полного освещения рынков Денвера и Бостона начиная с апреля 2018 года. В Денвере The Athletic нанял ряд репортёров из The Denver Post. Бостонское ядро было образовано приписанными к командам журналистами, ранее работавшими в The Boston Globe, Boston Herald и на портале Springfield Republican MassLive. В рамках кампании по расширению освещения американского студенческого футбола The Athletic принимает в штат авторов, закреплённых за наиболее крупными колледжами Алабамы, Джорджии и Теннесси.
В мае 2018 года сайт расширяет портфолио за счёт освещения футбола в США и за рубежом. В июне 2018 года The Athletic приумножает освещание рынка Лон-Анджелеса, плюс укрепляет присутствие в Буффало и Нью-Йорке за счёт найма ряда репортёров, рассчитанных The Buffalo News в том же месяце.
«Мы освещаем спорт отличительным способом, ища уникальные ракурсы и креативные идеи, которые не являются транзакционными по своей природе. Вместо того чтобы сосредоточиться на количестве, мы в значительной степени полагаемся качество письма и рассказывание историй. Мы не заинтересованы в ответе не вопросы: кто, что, где, когда и почему. Наша цель – информировать вас но также развлекать», – Пол Фиштенбаум.
The Athletic продолжил освоение новых рынков в июле 2018 года за счёт Атланты во главе с бывшим автором AJC Дэвидом О’Браеном, Балтимора и Висконсина. В дополнение к этому сайт нанял 19 авторов для расширения освещения наиболее значимых команд студенческого американского футбола колледжей-членов NCAA.
В августе 2018 года The Athletic начинает освещение фэнтези-спорта и продолжает расширять присутствие в США за счёт округа Колумбия, Каролины (Шарлотт и окрестности), Нашвилла, Индианы, Майами и Нового Орлеана. Кроме того, сайт сообщает о расширении освещения NBA за счёт привлечения репортёра Шэмса Чарании и NFL за счёт Джэя Глэйзера.
С привлечением в штат авторов из Джексонвилла, Хьюстона, Оклахомы, Орегона и Лас-Вегаса The Athletic завершает формирование ячеек на местах квартирования всех без исключения команд NHL и NFL к сентябрю 2018 года. Мемфис становится 47-м местным рынком, который освещается The Athletic в октябре 2018 года, что закольцовывает образование сети авторов для всех команд NBA.
В ноябре 2018 года The Athletic подписывает троих исполнительных продюсеров, лауреатов наград Emmy и Peabody Award: Армена Кетеяна, Алана Б. Голдберга и Виктора Франка, за плечами которых стоял опыт работы в ведущих вещателях и изданиях, таких как ABC, CBS, NBC и Sports Illustrated.
В мае 2019 года The Athletic анонсирует начало освещения моторных видов спорта, в том числе за счёт привлечения журналиста-ветерана Джеффа Глука. В то время как NASCAR будет доминантой направления, The Athletic предложит кое-что и другим любителям автоспорта, начав освещение крупных гонок, таких как Indianapolis 500.
В августе 2019 года The Athletic открывает британский веб-сайт, который предложит освещение футбола с местных и международных турниров. Для этих целей были наняты «авторы мирового уровня», в том числе Майкл Кокс, Рафаэль Хонигштайн, Оливер Кэй, Давид Орнштейн и Даниель Тэйлор.
В январе 2022 года было заявлено о предстоящем приобретении сайта за 550 млн долл. издателем New York Times. В июле 2023 года The New York Times распустила свой спортивный отдел из 35 человек, заменив его The Athletic. Высвобождённые журналисты спортивного отдела перейдут на другие должности в отделе новостей, например будут писать о деньгах и власти в спорте, а в другие разделы будут добавлены посвященные спорту темы.

## Финансирование
The Athletic собрал в общей сложности $67.7 миллиона за пять раундов эмиссии ценных бумаг. Самый первый значимый вклад был получен от фонда Courtside Ventures, предоставившего $2.3 миллиона в качестве посевного финансирования в январе 2017 года. В июле 2017 года компания получила ещё $5.4 миллиона в рамках первоначального этапа финансирования от Courtside Ventures. В марте 2018 года компания анонсировала получение инвестиции в $20 миллионов от группы Evolution Media. Матер сообщил, что эти деньги будут вложены на расширение освещения за счёт новых городов и увеличения числа штаных сотрудников, которых на то время насчитывалось 120. The Athletic получает дополнительные $40 миллионов в равных долях от фондов Founders Fund и Bedrock Capital в рамках третьего раунда финансирования в октябре 2018 года. Деньги пойдут на инвестиции в рост подразделений, ориентированных на работу аудиторией и данными, подписками, подкастами и видео, а также редакционный штат.

## Тарифы
«Установка платного доступа не означает, что The Athletic жаден. Мы остаёмся очень стартап-компанией, и все деньги, которые мы получаем прямо сейчас, идут на продукт. [Говоря] на примитивном уровне, чем больше людей подписывается, тем больше мы можем инвестировать в распространение хорошей спортивной журналистики на другие рынки и повышение ценности продукта для подписчиков», – Джеймс Мирт.
| Тип подписки          | USD    | CAD    | GBP    |
| --------------------- | ------ | ------ | ------ |
| Ежемесячная           | $9.99  | $11.99 | £9.99  |
| Годовая               | $59.99 | $71.99 | £59.99 |
| Годовая для студентов | $29.99 | $35.99 | £29.99 |

## Редакторы, авторы, аналитики и постоянные сотрудники по видам спорта
Американский футбол:
- Nicole Auerbach
- Ben Baldwin
- Matt Barrows
- Nick Baumgardner
- Joshua Brisco
- Daniel Brown
- Matt Brown
- Dane Brugler
- Christian Caple
- Stephen Cohen
- Ричард Дайч
- Rustin Dodd
- Michael-Shawn Dugar
- Jeff Duncan
- Seth Emerson
- Matthew Fairburn
- Bruce Feldman
- Justin Ferguson
- Andre Fernandez
- Matt Fortuna
- Jay Glazer
- Doug Haller
- Arif Hasan
- Adam Hirshfield
- Adam Jahns
- Jayson Jenks
- Nicki Jhabvala
- Lindsay Jones
- Mark Kaboly
- Sheil Kapadia
- Daniel Kaplan
- Tim Kawakami
- Josh Kendall
- Karen Keysor
- Michael Lee
- Robert Litan
- David Lombardi
- Michael Lombardi
- Ed Malyon
- Stewart Mandel
- Andy McCullough
- Bob McGinn
- Ian McMahan
- Pat McManamon
- Brody Miller
- Manny Navarro
- Ted Nguyen
- Max Olson
- Amy Parlapiano
- Faux Pelini
- Chris Perkins
- Dan Pompei
- Daniel Popper
- Colton Pouncy
- Grace Raynor
- Tom Reed
- Dan Robson
- Will Sammon
- Mike Sando
- Bill Shea
- Mitch Sherman
- Audrey Snyder
- Dave Southorn
- Andy Staples
- Bob Sturm
- Vic Tafur
- Nate Taylor
- Marcus Thompson II
- Amy Trask
- Ross Tucker
- David Ubben
- Chris Vannini
- John Walters
- Ari Wasserman
- Jason Wilde
- Lisa Wilson
- Jeff Zrebiec

Футбол:
- Carl Anka
- Michael Bailey
- Ryan Bailey
- Daniel Barnes
- Peter Baugh
- Rafael Benítez
- Alan Biggs
- Patrick Boyland
- Jordan Campbell
- Felipe Cárdenas
- George Caulkin
- Alex Coffey
- Ryan Conway
- Michael Cox
- Adam Crafton
- Kieran Devlin
- Nick Dorrington
- Charlie Eccleshare
- Allan Edgar
- George Elek
- Gregg Evans
- Dominic Fifield
- Nancy Frostick
- David Gendelman
- Jeff Greer
- Phil Hay
- Cesar Hernandez
- Raphael Honigstein
- James Horncastle
- Simon Hughes
- Adam Hurrey
- Stuart James
- Alicia Jessop
- Simon Johnson
- Andy Jones
- Daniel Kaplan
- Oliver Kay
- Joshua Kloke
- Jack Lang
- Amy Lawrence
- Sam Lee
- Dan Levene
- Adam Leventhal
- Meg Linehan
- Joseph Lowery
- Steve Madeley
- Pablo Maurer
- James Maw
- Mark McGettigan
- James McNicholas
- Andy Mitten
- Andy Naylor
- Eoin O'Callaghan
- Greg O'Keeffe
- David Ornstein
- Will Parchman
- James Pearce
- Brooks Peck
- Matt Pentz
- Laurel Pfahler
- Jack Pitt-Brooke
- Matt Pyzdrowski
- George Quraishi
- Guillermo Rivera
- Jourdan Rodrigue
- Jeff Rueter
- Peter Rutzler
- Sophie Serbini
- Sarah Shephard
- Matt Slater
- Adam Snavely
- Tim Spiers
- Sam Stejskal
- Richard Sutcliffe
- Rob Tanner
- Daniel Taylor
- Paul Taylor
- Paul Tenorio
- Kieran Theivam
- Roshane Thomas
- Miki Turner
- Liam Twomey
- Michael Walker
- Chris Waugh
- Laurie Whitwell
- Hannah Withiam
- Matt Woosnam
- Tom Worville
- Stephanie Yang

Бейсбол:
- Lars E. Anderson
- Fabian Ardaya
- Andrew Baggarly
- Kaci Borowski
- Jim Bowden
- Tim Britton
- Zach Buchanan
- Steve Buckley
- Marc Carig
- Alex Coffey
- Cliff Corcoran
- Rustin Dodd
- Evan Drellich
- Peter Gammons
- Brittany Ghiroli
- Doug Glanville
- Jon Greenberg
- Dan Hayes
- Keith Law
- Alec Lewis
- Robert Litan
- John Lott
- Andy McCullough
- Kaitlyn McGrath
- Pat McManamon
- Mitch Melnick
- Patrick Mooney
- Dale Murphy
- Joe Posnanski
- C. Trent Rosecrans
- Ken Rosenthal
- Will Sammon
- Eno Sarris
- Emma Span
- Jayson Stark
- Josh Tolentino
- Joe Vardon

Баскетбол:
- Scott Agness
- David Aldridge
- Tyson Alger
- Sam Amick
- Erica Ayala
- Aaron Barzilai
- Brian Bennett
- Roderick Boone
- Eamonn Brennan
- Jovan Buha
- Charlotte Carroll
- Shams Charania
- Bobby Clay
- Alex Coffey
- Lyndsey D'Arcangelo
- Seth Davis
- Brett Dawson
- Richard Deitsch
- Jenny Dial Creech
- Scott Dochterman
- James L. Edwards III
- Andre Fernandez
- Jackson Frank
- Dorothy Gentry
- Lindsay Gibbs
- Sergio Gonzalez
- Jeff Greer
- William Guillory
- Matthew Gutierrez
- Brian Hamilton
- Zach Harper
- Maggie Hendricks
- Rich Hofmann
- John Hollinger
- Jeff Howe
- Kelly Iko
- Alicia Jessop
- Maddyn Johnstone-Thomas
- Tony Jones
- Daniel Kaplan
- Fred Katz
- Chris Kirschner
- Molly Knight
- Bob Kravitz
- John Krawczynski
- Wosny Lambre
- Michael Lee
- Danielle Lerner
- Danny Leroux
- Meg Linehan
- Alexis Mansanarez
- Brendan Marks
- Darnell Mayberry
- Tori McElhaney
- Sabreena Merchant
- Gina Mizell
- Mike Monroe
- CJ Moore
- Blake Murphy
- Eric Nehm
- Dana O'Neil
- Bill Oram
- Seth Partnow
- Rob Peterson
- Zack Pierce
- Ken Pomeroy
- Brendan Quinn
- Joe Rexrode
- Shandel Richardson
- Khalid Salaam
- Omari Sankofa II
- Alex Schiffer
- Bill Shea
- MJ Slaby
- Anthony Slater
- Tamryn Spruill
- Kelli Stacy
- Ben Standig
- Andy Staples
- G. Allan Taylor
- Jesse Temple
- Marcus Thompson II
- Kyle Tucker
- David Ubben
- Joe Vardon
- Sam Vecenie
- Mike Vorkunov
- Hannah Withiam
- Molly Yanity
- Saad Yousuf
- Pete Zayas

Бокс:
- Griffin Adams
- Shaheen Al-Shatti
- Rafe Bartholomew
- Mike Coppinger
- Chad Dundas
- Ben Fowlkes
- Chuck Mindenhall
- Lance Pugmire
- Greg Rosenstein
- Sarah Shephard
- Rhiannon Walker

Гольф:
- Josh Gross
- Joe Vardon

Хоккей:
- Peter Baugh
- Mitch Brown
- Justin Bourne
- Scott Burnside
- Rick Carpiniello
- Ryan S. Clark
- Scott Cruickshank
- Craig Custance
- Thomas Drance
- Eric Duhatschek
- Tarik El-Bashir
- Sean Fitz-Gerald
- Shayna Goldman
- Kevin Kurz
- Mark Lazerus
- Pierre LeBrun
- Alison Lukan
- Dom Luszczyszyn
- Corey Masisak
- Sean McIndoe
- Craig Morgan
- Aaron Portzline
- Corey Pronman
- Dan Robson
- Rob Rossi
- Michael Russo
- Jeremy Rutherford
- Hailey Salvian
- Jonas Siegel
- Joe Smith
- Eric Stephens
- Katie Strang
- Scott Wheeler
- Jonathan Willis

Смешанные боевые искусства:
- Griffin Adams
- Shaheen Al-Shatti
- Jordan Bianchi
- Chad Dundas
- Ben Fowlkes
- Josh Gross
- Chuck Mindenhall
- Fernanda Prates
- Greg Rosenstein
- Dann Stupp

Моторные виды спорта:
- Jordan Bianchi
- Ричард Дайч
- Chad Dundas
- Jeff Gluck
- Brett Griffin
- Josh Gross
- David Smith
- Alison Sneag

## Комментарии
1. ↑  Студенческие расценки применимы только к обучающимся на первых 4 курсах.[61]